# Лапочкін Сергій Костянтинович
Сергій Костянтинович Лапочкін (рос. Сергей Константинович Лапочкин, 3 жовтня 1958, Ленінград, СРСР) — радянський та російський футбольний арбітр (національна категорія), інспектор.

## Біографія
Народився в Ленінграді 3 жовтня 1958 року.
Арбітр з 1980 року. На професійному рівні працював з 1987 року. Випускник СПбГУФК ім. Лесгафта.
Завершив кар'єру в полі в жовтні 2005 року, зупинившись на позначці 95 матчів на найвищому рівні чемпіонату країни.
Був переведений на інспекторську роботу, де обслуговує матчі РФПЛ і Першої ліги та Кубка Росії з футболу.
Син — колишній футболіст, арбітр ФІФА Сергій Лапочкін (нар. 1981).